# Lewice (Opole)
Pour les articles homonymes, voir Lewice.
Lewice est une localité polonaise de la gmina de Branice, située dans le powiat de Głubczyce en voïvodie d'Opole.